# Semih Şahin
Semih Şahin (* 22. Dezember 1999 in Mannheim) ist ein deutsch-türkischer Fußballspieler. Er spielt für den 1. FC Kaiserslautern in der 2. Bundesliga.

## Karriere
Er begann mit dem Fußballspielen in der Jugendabteilung des VfR Mannheim und kam über den VfL Neckarau in die Jugendmannschaften des SV Waldhof Mannheim. Im Sommer 2018 schloss er sich der zweiten Mannschaft des FC-Astoria Walldorf in der Verbandsliga Baden an. Durch seine guten Leistungen dort wurde er bereits im Winter 2019 in den Kader der ersten Mannschaft in der Regionalliga Südwest aufgenommen. Im Winter 2020 wechselte er innerhalb der Liga zur zweiten Mannschaft der TSG 1899 Hoffenheim. Nach eineinhalb Spielzeiten und 32 Ligaspielen wechselte er ligaintern zur SV Elversberg.
Am Ende der Spielzeit 2021/22 gelang ihm mit seiner Mannschaft der Aufstieg in die 3. Liga. Seinen ersten Profieinsatz hatte er am 23. Juli 2022, dem 1. Spieltag, als er beim 5:1-Auswärtssieg gegen Rot-Weiss Essen in der 76. Spielminute für Jannik Rochelt eingewechselt wurde und in der 82. Spielminute den Endstand markierte. Am Ende der Saison 2022/2023 stieg er mit seinem Verein in die 2. Bundesliga auf. Sein Vertrag bei der SV Elversberg läuft bis 30. Juni 2027. Im Juli 2025 wechselte er zum 1. FC Kaiserslautern.

## Erfolge
SV Elversberg
- Meister der 3. Liga und Aufstieg in die 2. Bundesliga: 2022/2023
- Meister der Regionalliga Südwest und Aufstieg in die 3. Liga: 2021/22
- Saarlandpokal-Sieger: 2021/22, 2022/23